# Synidotea calcarea
Synidotea calcarea is een pissebed uit de familie Idoteidae. De wetenschappelijke naam van de soort is voor het eerst geldig gepubliceerd in 1966 door George A. Schultz.